# Рослятінське сільське поселення
Росля́тінське сільське поселення (рос. Рослятинское сельское поселение) — сільське поселення у складі Бабушкінського району Вологодської області Росії.
Адміністративний центр — село Рослятіно.

## Населення
Населення сільського поселення становить 1851 особа (2019; 2217 у 2010, 2657 у 2002).

## Історія
16 липня 2001 року було ліквідовано селище Вимполож.
Станом на 2002 рік існували Жубрінинська сільська рада (присілки Баб'я, Горка, Грива, Жубріно, Крюково, Мумаїха, Полюдово, Попово, Сільська, Терехово, Шонорово) та Рослятінська сільська рада (села Андрієвське, Рослятіно, присілки Афаньково, Будьково, Висока, Дресвяново, Кожухово, Лиственка, Лукерино, Рисенково, Степаньково, Челіщево, селища Зайчики, Знам'я, Красота), селище Ілезка до 2004 року перебувало у складі Ігмаської сільської ради Нюксенського району. 2006 року сільради були перетворені у сільські поселення.
8 квітня 2009 року ліквідовано Жубрінинське сільське поселення, його територія увійшла до складу Рослятінського сільського поселення.

## Склад
До складу сільського поселення входять:
| Населений пункт       | Населення, осіб (2002) | Населення, осіб (2010) |
| --------------------- | ---------------------- | ---------------------- |
| Андрієвське, село     | 167                    | 140                    |
| Афаньково, присілок   | 43                     | 20                     |
| Баб'я, присілок       | 10                     | 5                      |
| Будьково, присілок    | 22                     | 12                     |
| Висока, присілок      | 4                      | 0                      |
| Горка, присілок       | 1                      | 1                      |
| Грива, присілок       | 10                     | 3                      |
| Дресвяново, присілок  | 2                      | 0                      |
| Жубріно, присілок     | 231                    | 191                    |
| Зайчики, селище       | 598                    | 480                    |
| Знам'я, селище        | 7                      | 3                      |
| Ілезка, селище        | 21                     | 0                      |
| Кожухово, присілок    | 93                     | 50                     |
| Красота, селище       | 186                    | 148                    |
| Крюково, присілок     | 56                     | 63                     |
| Лиственка, присілок   | 15                     | 7                      |
| Лукерино, присілок    | 67                     | 41                     |
| Мумаїха, присілок     | 0                      | 0                      |
| Полюдово, присілок    | 87                     | 77                     |
| Попово, присілок      | 26                     | 22                     |
| Рисенково, присілок   | 6                      | 7                      |
| Рослятіно, село       | 836                    | 844                    |
| Сільська, присілок    | 31                     | 9                      |
| Степаньково, присілок | 56                     | 41                     |
| Терехово, присілок    | 4                      | 2                      |
| Челіщево, присілок    | 65                     | 42                     |
| Шонорово, присілок    | 13                     | 9                      |